# Typhlodromalus jucundus
Typhlodromalus jucundus är en spindeldjursart som först beskrevs av Chant 1959.  Typhlodromalus jucundus ingår i släktet Typhlodromalus och familjen Phytoseiidae. Inga underarter finns listade i Catalogue of Life.